# Scandal (1.ª temporada)
A primeira temporada do thriller político televisivo americano Scandal foi encomendada em maio de 2011 pela American Broadcasting Company (ABC). A temporada estreou em 5 de abril de 2012 e foi concluída em 17 de maio de 2012, com um total de 7 episódios.. O programa foi criado por Shonda Rhimes e a temporada foi produzida pela ABC Studios, em associação com a Shondaland Production Company com Rhimes servindo como showrunner.

## Enredo
Esta temporada apresenta Olivia Pope e os vários membros de sua empresa, além do presidente dos Estados Unidos, Fitzgerald Grant (Tony Goldwyn) e Cyrus Beene (Jeff Perry), seu chefe de gabinete.  A temporada se concentrou na vida dos membros da equipe, no relacionamento entre Olivia e a presidente (ex-empregadora) e no mistério em torno do envolvimento de Amanda Tanner (Liza Weil) com a Casa Branca, entre outros casos que a equipe resolveu.

## Elenco e personagens
| - Kerry Washington como Olivia Pope - Henry Ian Cusick como Stephen Finch - Columbus Short como Harrison Wright - Darby Stanchfield como Abigail "Abby" Whelan - Katie Lowes como Quinn Perkins - Guillermo Diaz como Huck - Jeff Perry como Cyrus Beene - Tony Goldwyn como Fitzgerald "Fitz" Thomas Grant III | - Joshua Malina como David Rosen - Bellamy Young como Melody "Mellie" Grant - Brendan Hines como Gideon Wallace - Matt Letscher como Billy Chambers - Liza Weil como Amanda Tanner - Dan Bucatinsky como James Novak - Kate Burton como Sally Langston - Brian Letscher como Tom Larsen - George Newbern como Charlie | - Mimi Kennedy como Sharon Marquette - JoBeth Williams como Sandra Harding - Valerie Cruz como Carolina Flores - Brenda Song como Alissa - Samantha Sloyan como Jeannine Locke - Wes Brown como Lieutenant Sully St. James |

## Episódios
| N.º na série | N.º na temp. | Título                  | Dirigido por        | Escrito por        | Exibição original   | Audiência (milhões) |
| --- | ------------ | ----------------------- | ------------------- | ------------------ | ------------------- | ------------------- |
| 1 | 1            | "Sweet Baby"            | Paul McGuigan       | Shonda Rhimes      | 5 de abril de 2012  | 7.33                |
| Quinn Perkins chega ao que ela acredita ser um encontro às cegas, apenas para descobrir que agora está recebendo um emprego na Pope & Associates, um trabalho com o qual sonhava há um tempo; Olivia Pope e Stephen trabalham para recuperar o bebê de um embaixador russo dos sequestradores. No momento em que estão prestes a sair, o tenente Sully St. James pede ajuda, pois sua namorada acaba de ser assassinada; então, Olivia recebe um telefonema de Cyrus porque uma mulher chamada Amanda Tanner está dizendo que está dormindo com o presidente e pede sua ajuda. Depois que Olivia fala e ameaça indiretamente Amanda, Quinn pergunta se ela quer o emprego. Olivia vai a David Rosen pedindo 36 horas para que eles possam limpar o nome de Sully; Enquanto o tempo passa, Abby e Stephen procuram evidências concretas do álibi de Sully, encontrando uma câmera de segurança que revela Sully beijando outro homem. Sully se recusa a admitir que ele é gay, pois é um oficial militar e um conservador; Quinn convence Olivia que Amanda não está mentindo, como o presidente a chamou de 'Sweet Baby', um nome que soa como um sino para Olivia. Ela vai ao Salão Oval e admite a Fitz que sabe que ele dormiu com Amanda. Ele a beija, revelando que eles têm uma história romântica. Cyrus ouve Olivia gritando com Fitz e vem vê-los, apenas para encontrá-los se beijando. Olivia descobre que Fitz nunca contou a Cyrus sobre o relacionamento deles. Olivia sai e convence Sully a admitir sua homossexualidade, dizendo que ele não pode mudar quem ele é e que ele não deveria ter vergonha disso, e então aceita Amanda como sua nova cliente. |              |                         |                     |                    |                     |                     |
| 2 | 2            | "Dirty Little Secrets"  | Roxann Dawson       | Heather Mitchell   | 12 de abril de 2012 | 7.28                |
| A nova cliente da Pope & Associates é uma das maiores damas de toda a cidade de Washington DC, Sharon Marquette, que está prestes a ser presa pelo resto da vida desde que uma de suas filhas foi pega e a denunciou. David aparece na OPA para prender Sharon Marquette, que se recusa a entregar sua lista de clientes aos federais. Olivia coloca todos os seus clientes em uma sala e os leva a usar seu poder político para tirar Sharon da cadeia. Olivia descobre que Cyrus tirou seu acesso à Casa Branca. Olivia prepara Quinn para cuidar de Amanda, apenas para descobrir que ela se afastou do hospital; Abby fica com ciúmes quando vê que Stephen estava na lista de pessoas que dormiam com uma das garotas de programa da senhora. Olivia vai até Amanda apenas para descobrir que Amanda não quer nada com ela; Quinn conhece um repórter chamado Gideon (Brendan Hines) e descobre que ele está tentando fazer uma reportagem sobre a tentativa de suicídio de Amanda. Um dos nomes da 'lista de clientes' é o candidato de Fitzs para estar na Suprema Corte, Patrick Keating, mas quando o questionam, descobrem que ele não sabe nada sobre isso; Olivia descobre que é com a esposa que ele dormiu anos atrás e a convence a dizer que ela era uma garota de programa. Fitz e Olivia assistem Patrick e sua esposa discutirem, e Fitz tenta fazer as pazes com Olivia. Fitz devolve o acesso de Olivia à Casa Branca, enquanto Amanda chega a Olivia dizendo que quer ajuda. Gideon descobre que ele tem uma história. |              |                         |                     |                    |                     |                     |
| 3 | 3            | "Hell Hath No Fury"     | Allison Liddi-Brown | Matt Byrne         | 19 de abril de 2012 | 7.21                |
| O atual cliente da Pope & Associates é um homem acusado de estupro, mesmo que as histórias não correspondam. Mellie começa a se preocupar com Fitz quando descobre que ele não está mais dormindo. Amanda se muda com Olivia e pede que ela tenha uma reunião com o Presidente. Enquanto investiga o 'estupro', Harrison descobre que a melhor amiga do réu foi estuprado pelo cliente e que ela o estava acusando de estupro. Mellie convida Olivia para o Baile Presidencial, descobrindo que ele poderá dormir agora; Quinn começa a flertar com Gideon em um esforço para descobrir as informações que ele conhece sobre Amanda. Depois de conversar com seu cliente, Olivia a convence a denunciar seu filho na polícia, mesmo que a mulher que ele estuprou já esteja morta; Cyrus convence Olivia a não se encontrar com o presidente no 'local deles'; Fitz descobre que Mellie sabia sobre seu caso com Olivia o tempo todo. Mesmo com Olivia cancelando a reunião, Amanda pede que a reunião seja adiada; Cyrus descobre que alguém gravou Fitz e Amanda fazendo sexo. Amanda confessa a Olivia que está grávida do filho do presidente. |              |                         |                     |                    |                     |                     |
| 4 | 4            | "Enemy of the State"    | Michael Katleman    | Richard E. Robbins | 26 de abril de 2012 | 6.86                |
| Um ditador sul-americano chega ao Pope & Associates quando descobre que sua família foi sequestrada; Cyrus começa a se interessar por todos os que pertencem à Pope & Associate. Olivia descobre que seu mundo está de cabeça para baixo quando o teste de gravidez de Amanda se torna realidade; Quinn começa a sair com Gideon, mas é cético ao dizer que não precisa mais dela como fonte, porque ele tem outra pessoa. Abby e Finch acham que a esposa do general Flores realmente não foi sequestrada, que ela tentou deixá-lo, mas quando Abby pega nas próprias mãos para ajudá-la, Olivia as devolve ao general, fazendo com que Abby e Olivia se envolvam em uma luta. Gideon começa a pesquisar tudo sobre Amanda Tanner e o presidente, enquanto Fitz começa a se perguntar o que aconteceria se tudo fosse divulgado ao público. Olivia ajuda a esposa do general a deixar o marido e, eventualmente, o convence a deixá-la levar os filhos. No meio da noite, Amanda Tanner é sequestrada da casa de Olivia, enquanto ela e o resto dos 'gladiadores' se preparam para o julgamento; Cyrus e Olivia decidem que agora é uma 'guerra' completa. |              |                         |                     |                    |                     |                     |
| 5 | 5            | "Crash and Burn"        | Steve Robin         | Mark Wilding       | 3 de maio de 2012   | 6.69                |
| Com Amanda Tanner desaparecida, todo mundo na Pope & Associates está procurando pistas para encontrá-la, ou seja, até receberem uma ligação dizendo que um avião caiu na floresta da Virgínia. Olivia trabalha para descobrir a verdade sobre o que realmente aconteceu, pois o piloto havia sido acusado de beber na noite anterior ao acidente do avião. Huck entra em contato com alguém que ele conhecia antes de começar a trabalhar para Olivia, porque encontrou imagens que o ligavam ao sequestro de Amanda. Olivia então pede a Huck que volte e faça o que ele sabia fazer melhor; Harrison e Abby descobrem que um dos relatórios do avião foi copiado, significando que havia algo errado com o avião. Stephen acha difícil encontrar informações da mesma maneira que costumava agora que está noivo; O presidente Fitz começa a tentar aprovar um ato chamado 'Dream Act', e a votação se resume à vice-presidente Sally Langston, que finalmente concorda em aprová-lo. Huck descobre onde está o corpo de Amanda e eles vão procurá-lo; Fitz fica bravo quando descobre que não pode deixar a Casa Branca. Stephen descobre que o bebê de Amanda não era do presidente e Fitz aparece no apartamento de Olivia. |              |                         |                     |                    |                     |                     |
| 6 | 6            | "The Trail"             | Tom Verica          | Jenna Bans         | 10 de maio de 2012  | 6.43                |
| Enquanto Gideon investiga o passado de Amanda Tanner, uma série de flashbacks revela a disputa principal entre Fitzgerald Grant e Sally Langston, a primeira reunião de Olivia com Grant na campanha e a formação da equipe do Pope & Associates. Os flashbacks mergulham na vida de Olivia e seu passado é um pouco mais agitado do que está deixando transparecer. |              |                         |                     |                    |                     |                     |
| 7 | 7            | "Grant: For the People" | Roxann Dawson       | Shonda Rhimes      | 17 de maio de 2012  | 7.33                |
| A OPA (Olivia Pope & Associates) corre para ajudar Quinn quando ela se encontra no apartamento de Gideon ao lado de seu corpo. Eles decidem limpar a cena do crime para evitar expor Quinn à lei. Um relutante Cyrus deve recorrer a Olivia quando Billy Chambers faz um anúncio público de que ele teve um relacionamento com Amanda Tanner e que o presidente a tirou proveito dela, e por isso ele renuncia. Cyrus, Fitz e Olivia discutem como seguir em frente, e Fitz sugere que ele também renuncie. Ele diz a Olivia que se ele não for presidente, eles podem ficar juntos. |              |                         |                     |                    |                     |                     |

## Produção

### Desenvolvimento

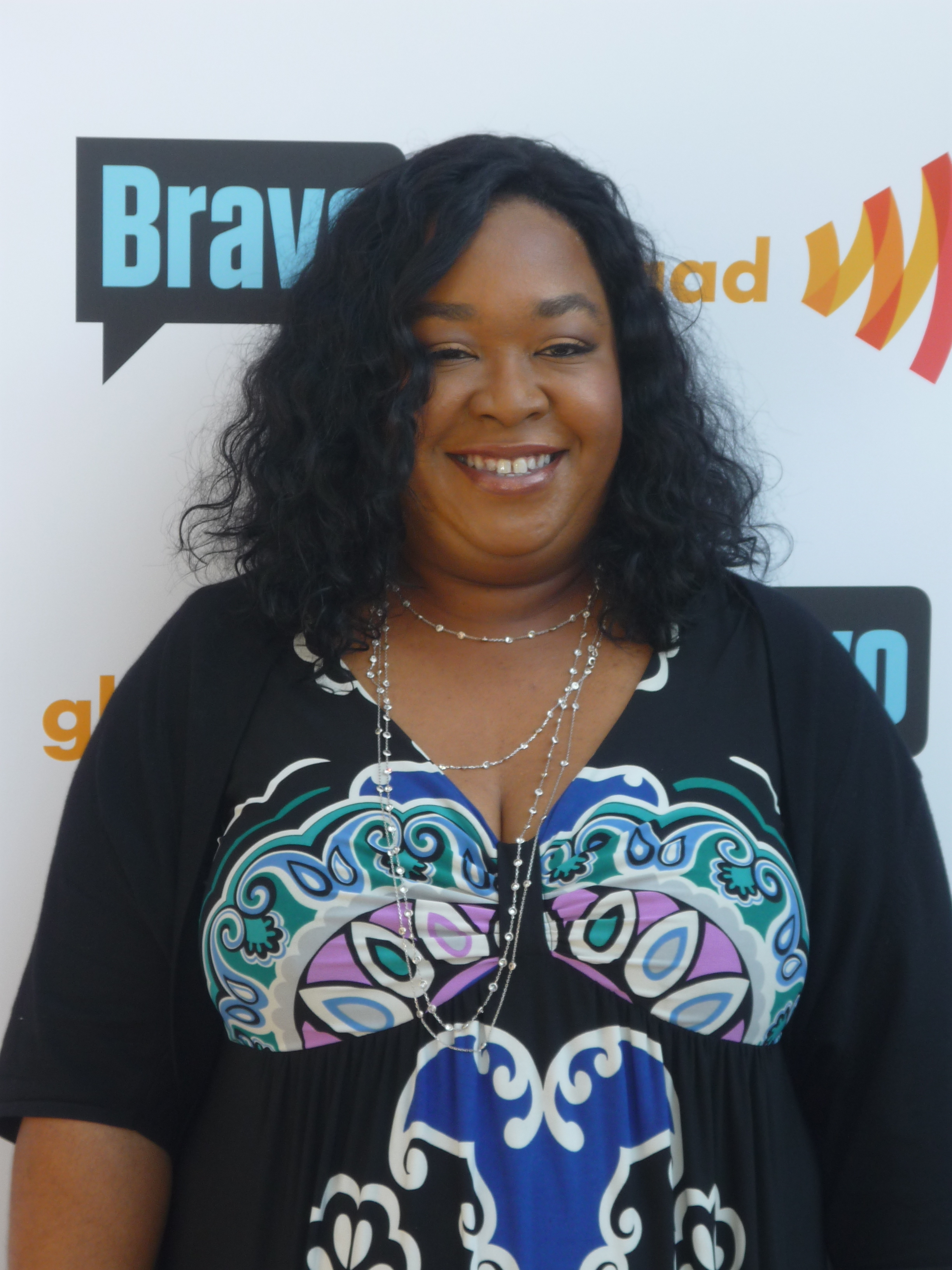
Shonda Rhimes é a criadora de Scandal, além de trabalhar ativamente como produtora executiva, roteirista e showrunner.

Por volta de 2010, Shonda Rhimes foi apresentada à Judy Smith, especialista afro-americana de gestões políticas e ex-assessora da Casa Branca. Na época, Rhimes não estava familiarizada com a carreira de quase 20 anos de Smith. Rhimes, que comentou ficar surpresa quando soube que Smith era descendente africana, disse mais tarde que "foi maravilhoso ter uma história baseada em uma mulher afro-americana que se tornou uma liderança feminina". Smith revelou em entrevista que nunca pensou que sua vida fosse parar na TV: "É o que meus pais me ensinaram [...]: 'Se você fizer um bom trabalho, outras coisas podem aparecer no seu caminho'. Isso tem sido o meu caminho em que a minha carreira tem se desdobrado ao longo dos anos".

"Lembro de ter uma reunião com Judy que deveria durar cerca de 20 minutos. Nós acabamos conversando por duas horas ou mais naquele dia, e eu sabia que ela era o tema do meu próximo programa. Eu estava encantada".

—Shonda Rhimes
No início de 2011, Rhimes anunciou que estava trabalhando em um novo piloto. Em maio de 2011, a ABC encomendou o piloto para ficar no horário de outra série de Rhimes, Private Practice, que estava em sua reta final e foi movida para o horário das terças a noite. Durante a Winter Television Critics Association Press Tour, a série recebeu uma data de estreia oficial, 5 de abril de 2012.

### Casting
Com a ideia do seriado já em mente, Rhimes selecionou, em fevereiro de 2011, Kerry Washington para o papel principal de Olivia Pope. As atrizes Gabrielle Union e Taraji P. Henson participaram de audições para o papel principal da série antes de Washington ter sido oficialmente selecionada. Mais tarde naquele mês, Henry Ian Cusick e Tony Goldwyn foram anunciados como membros do elenco, sendo Goldwyn o intérprete do presidente ficcional.
Shonda Rhimes, anteriormente, havia duvidado que uma atriz de cinema como Kerry Washington fosse se comprometer com a televisão, porém Washington disse posteriormente: "Eu li o roteiro e gostei dele a partir da primeira página. Qualquer atriz quer um papel que mostra uma mulher com poder e inteligência". A partir de então, Washington, Smith e Rhimes passaram várias semanas discutindo em como dar ao show o tom que elas queriam antes do programa ser filmado.

## Recepção

### Resposta da crítica
A série recebeu críticas geralmente favoráveis dos críticos, com muitos ficando intrigados com os mistérios da série e a elogiaram por ter uma afro-americana como protagonista. A série começou com críticas geralmente positivas dos críticos. O site agregador de críticas Rotten Tomatoes relata um índice de aprovação de 87% com uma classificação média de 5.86/10 com base em 31 análises. O consenso do site diz, "Scandal é um programa sobre trabalho e amor exagerado, mas nunca entediante." O Metacritic deu ao programa uma classificação de 66 de 100 com base em 33 avaliações.

### Audiência
| № | Título                  | Exibição original   | Rating/share (18–49) | Audiência (em milhões) | DVR (18–49) | Audiência em DVR (milhões) | Total (18–49) | Audiência total (em milhões) | Ref(s)          |
| - | ----------------------- | ------------------- | -------------------- | ---------------------- | ----------- | -------------------------- | ------------- | ---------------------------- | --------------- |
| 1 | "Sweet Baby"            | 5 de abril de 2012  | 2.0/6                | 7.33                   | 0.7         | 1.84                       | 2.7           | 9.21                         | [ 20 ]          |
| 2 | "Dirty Little Secrets"  | 12 de abril de 2012 | 2.0/6                | 7.28                   | N/A         | N/A                        | N/A           | N/A                          | Does not appear |
| 3 | "Hell Hath No Fury"     | 19 de abril de 2012 | 2.0/6                | 7.21                   | N/A         | 1.69                       | N/A           | 8.90                         | [ 21 ]          |
| 4 | "Enemy of the State"    | 26 de abril de 2012 | 2.0/6                | 6.86                   | N/A         | N/A                        | N/A           | N/A                          | Does not appear |
| 5 | "Crash and Burn"        | 3 de maio de 2012   | 1.9/5                | 6.69                   | N/A         | N/A                        | N/A           | N/A                          | Does not appear |
| 6 | "The Trail"             | 10 de maio de 2012  | 1.9/6                | 6.43                   | N/A         | N/A                        | N/A           | N/A                          | Does not appear |
| 7 | "Grant: For the People" | 17 de maio de 2012  | 2.3/7                | 7.33                   | N/A         | 1.74                       | N/A           | 9.07                         | [ 22 ]          |

### Prêmios e indicações
| Prêmio            | Categoria                                                  | Nomeado                      | Resulto  | Ref.   |
| ----------------- | ---------------------------------------------------------- | ---------------------------- | -------- | ------ |
| ALMA Award        | Ator de TV favorito - papel coadjuvante em série dramática | Guillermo Díaz               | Indicado | [ 23 ] |
| NAACP Image Award | Melhor roteiro de série dramática                          | Shonda Rhimes ("Sweet Baby") | Indicado | [ 24 ] |

## Lançamento em DVD
| Scandal: The Complete First Season                                                                    | | |                                                                                         |                                                                                         |                                                                                         |
| Detalhes do DVD                                                                                       | Detalhes do DVD                                                                                       | Detalhes do DVD                                                                                       | Características Especiais                                                               | Características Especiais                                                               | Características Especiais                                                               |
| - 7 Episódios - 2 Discos - Inglês (Dolby Digital 5.1 Surround) - Legendas: inglês, espanhol e francês | - 7 Episódios - 2 Discos - Inglês (Dolby Digital 5.1 Surround) - Legendas: inglês, espanhol e francês | - 7 Episódios - 2 Discos - Inglês (Dolby Digital 5.1 Surround) - Legendas: inglês, espanhol e francês | - Scandal: Setting The Pace - Gladiators in Suits: Casting a Series - Scripting Scandal | - Scandal: Setting The Pace - Gladiators in Suits: Casting a Series - Scripting Scandal | - Scandal: Setting The Pace - Gladiators in Suits: Casting a Series - Scripting Scandal |
| Datas de lançamento                                                                                   | | |                                                                                         |                                                                                         |                                                                                         |
| Região 1                                                                                              | Região 1                                                                                              | Região 2                                                                                              | Região 2                                                                                | Região 4                                                                                | Região 4                                                                                |
| 12 de junho de 2012                                                                                   | 12 de junho de 2012                                                                                   | 7 de outubro 2013                                                                                     | 7 de outubro 2013                                                                       | 16 de outubro de 2013                                                                   | 16 de outubro de 2013                                                                   |